# Florencia Colucci
Florencia Colucci Long (Montevideo, 3 de noviembre de 1986 es una actriz y realizadora de cine uruguaya. 

## Biografía
Nacida en Montevideo, aunque a la edad de seis años se  trasladó a la ciudad de Tarariras. Comenzó sus estudios teatrales a la edad de 8 años, pero fue recién a los 19 años cuando ingresó a la Escuela de Actuación de Montevideo. Donde se destacó por su brillante actuación. Su primer actuación en cine fue en 2010 cuando protagonizó la película La Casa Muda, la cual significó dar un salto en su carrera.

## Estudios
Entre 1995 y 2004 integró la compañía teatral “Renacer” del departamento de Colonia. Durante el 2006 estudió en el taller de improvisación con Ricardo Behrens.  Fue en ese mismo año donde inició sus estudios en el Instituto de Actuación de Montevideo, donde realizó la carrera de actriz, con una fuerte formación en interpretación, tanto audiovisual como teatral finalizando en 2009.
En el 2011 participó del taller de "dirección de actores y actuación para cine y TV", dictado por Beatriz Flores Silva, método Americano y Método Ruso. También participó del taller de Improvisación de la Compañía de Teatro du Solei dictado por Maurice Durocier realizado en Montevideo y del taller intensivo de Maurice Durocier en Salvador de Bahía  en el Teatro Villa Vehla.
Durante el 2012 participó del Workshop “arquitectura del movimiento” con Jeremy James.

## Ámbito artístico

### Audiovisual
En 2007 protagonizó el "Remake de escenas" realizado por estudiantes de la Universidad Católica. Durante el 2008 fue protagonista en cortometraje “Anocheciendo” de Jorge Fierro. Luego en el año 2009 participó del mediometraje “el matrero” de Guy Dessent como personaje secundario. 
En el año 2010 su carrera da un salto cuando protagoniza la película La casa muda de Gustavo Hernández, película seleccionada para el Festival de Cannes 2010 en la categoría "Quinzeine des Réalisateurs", Selección Oficial Sitges 2010, "Mención Opera Prima" Festival de Nuevo Cine Latinoamericano, La Habana. Además de estrenarse en más de 33 países, y exhibirse en múltiples festivales. Por el año 2011 protagonizó el cortometraje “La Aguja de la Mariposa” de Gonzalo Lugo, el cual fue  premiado como "Mejor Corto Extranjero" en el Festival Kinoki de México. El mismo se exhibió en 2012 en Cinemateca Uruguaya, en el festival de La Pedrera y en el festival de Movie Center. En el año 2011 participó también como personaje secundario en “Religión” capítulo de la serie televisiva emitido por Canal 12 y del Unitario “Adicciones”, dirigido por Guillermo Casanova. También en 2011, cumplió un rol secundario como “La enfermera” en el cortometraje “El Día de la Familia” dirigido por David Bankleider, este corto obtuvo el 2° puesto en el 11° Festival de Cine de Montevideo (2012).  En el año 2012, protagonizó el cortometraje “Malos Hábitos”, dirigido por Joaquín Mauad (Work in progress). Participó como protagonista en “Paquitas del humor”, piloto de televisión filmado por “Pie de Odre”, (Work in progress). Y Protagonizó la película “Lo que eructa el asfalto” dirigida por Gonzalo Lugo y Florencia Colucci (Work in progress).
En 2023 tuvo una pequeña participación el la La sociedad de la nieve. 

### Teatral
En el año 2009 encarnó el personaje de "Marta" en “Emma Bovary” una adaptación de la novela Madame Bovary, de Ana Maria Bobo, con la dirección de Agustín Maggi. Durante el año 2010 interpretó a "Casandra" en “La Orestiada” Jornadas homéricas, bajo la dirección de Marisa Bentancour.
Luego en 2011 trabajó como actriz en “Azotea transitable”, un radioteatro, realizado por la compañía “Teatro en Bruto”. En 2012, formó parte del laboratorio de investigación teatral, siendo parte del elenco del Teatro Victoria de Montevideo. 

## Realización audiovisual
Como realizadora, Colucci participó con el guion y la dirección del cortometraje La verdad de la Zanahoria, interpretado por Gustavo Alonso y Anahí Martincorena en 2011. En 2012 realizó el guion y la dirección del cortometraje Macaca\o codirigido con Gonzalo Lugo, para el proyecto “Paridad es igualdad”. En este corto también puso su voz para el personaje de la "Macaca". Junto a Gonzalo Lugo también realizó en 2012 el guion y la dirección de Lo que eructa el asfalto, y en 2014 la dirección de Retrato de un comportamiento animal. 

## Profesora
Como profesora, estuvo a cargo, desde el año 2009 a la fecha, del taller de teatro en el colegio Integral (EIHU-IAHU), para niños de cinco a once años. En 2012 fue profesora a cargo del taller audiovisual, junto al realizador Gonzalo Lugo, en el colegio Integral (EIHU-IAHU). También en 2012 fue profesora a cargo del taller Teatro del Colegio América, para niños de cuatro a diez años.

## Reconocimientos
Colucci ha sido premiada en varias ocasiones, no solo por su desempeño como actriz sino que también como "mujer del año" (en Uruguay) y por su labor como realizadora:
- 2011: Premiada por la Asociación de Críticos de Cine del Uruguay como “Mejor actriz” por la película “La casa muda”. (Premios ICAU)
- 2011: Premiada por la Asociación de Críticos de Cine del Uruguayy (ICAU) como “actriz revelación de cine 2011”.
- 2011: Premio a "Mujer del año" 2011 (otorgado anualmente por el Municipio de Tarariras (Colonia, Uruguay).
- 2012: Premios Iris  “Mejor actriz”, por la película “La casa muda” Por elección del jurado y por voto de la gente.
- 2012: Premio a "Mujer del año" 2012 (en su decimosegunda edición, Uruguay) en la categoría “actuación en cine o tv”.
- 2012: Mención especial en el festival del FICU por la realización del cortometraje de animación “macaco/a”.

## Filmografía

### Películas
- 2010: La Casa Muda (Laura)
- 2014: Retrato de un Comportamiento Animal (Martina)[2][3]
- 2023: La sociedad de la nieve

### Cortometrajes
- 2011: El Día de la Familia (enfermera)
- 2011: La Aguja de la Mariposa
- 2012: Malos Hábitos

### Series de televisión
- 2011: Religión
- 2011: Adicciones
- 2016: Rotos y descocidos [4]
- 2017: El Hipnotizador (Secretaria Eugenia)[5]
- 2017: El Cuco de las matemáticas (Olivia)[6]

### Webseries
- 2017: El maravilloso parque Hoolister (novia de Christian)[7]
- 2018: Hotel Romanov (Isabella)